# Michael Wong (ator)
Michael Fitzgerald Wong (New York - 16 de abril de 1965), é um ator Norte Americano, com descendência chinesa, mais conhecido por suas participações nos filmes: Thunderbolt e Golpe Fulminante.
Ele é irmão do também ator Russell Wong.

## Família
- Janet Ma (esposa)
- Kayla Wong (filha)
- Irisa Shannon Wong (filha)

## Filmografia
- Thunderbolt (1995)
- First Option (1996)
- Golpe Fulminante (1998)
- The New Option (2001)
- House Of Fury (2005)
- Dear Enemy (2008)
- Overheard (2009)
- Transformers: Age of Extinction (2014)